# نظم‌آباد (عنبرآباد)
نظم‌آباد (عنبرآباد)، روستایی از توابع بخش مرکزی شهرستان عنبرآباد در استان کرمان ایران است.

## جمعیت
این روستا در دهستان جهادآباد قرار دارد و براساس سرشماری مرکز آمار ایران در سال ۱۳۸۵، جمعیت آن ۵۴۵ نفر (۱۱۱ خانوار)، بر اساس سرشماری مرکز آمار ایران در سال ۱۳۹۰، جمعیت آن ۵۳۵ نفر (۱۴۲ خانوار) و بر اساس سرشماری مرکز آمار ایران در سال ۱۳۹۵، جمعیت آن ۷۶۵ نفر (۲۲۱ خانوار) بوده است.